# Hans von Nordheim

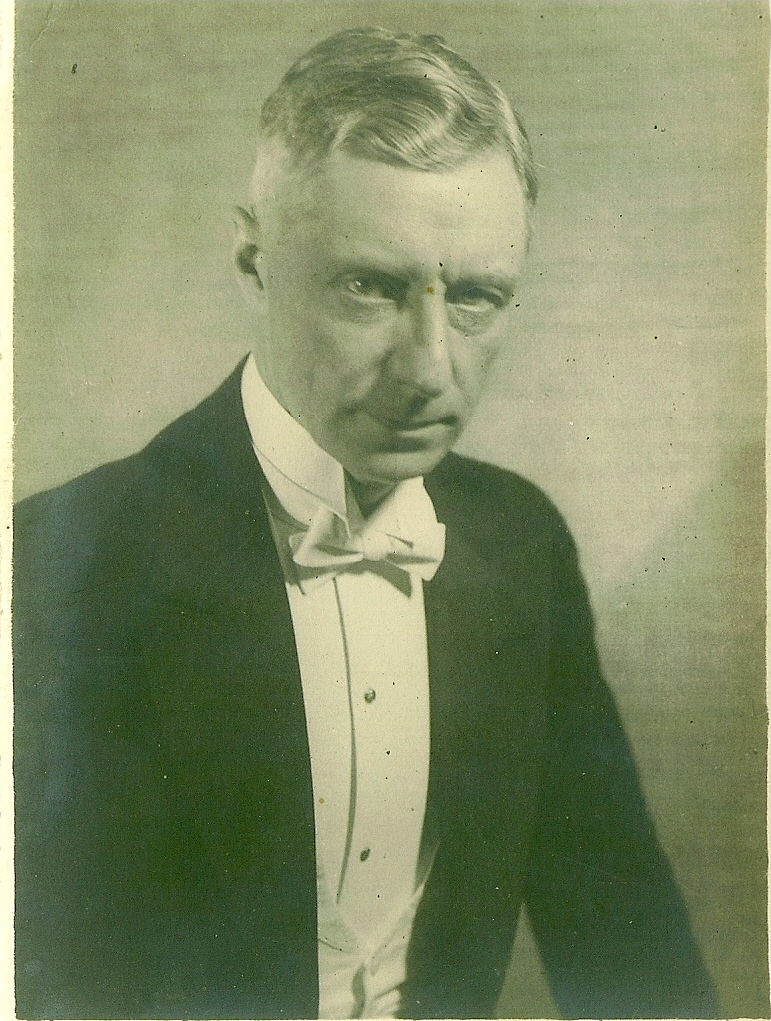
Hans von Nordheim

Hans Heinrich Theodor von Nordheim (* 27. Juni 1888 in Neumünster; † 9. Januar 1969 auf Gut Wormsthal) war ein deutscher Jurist und Richter.

## Leben
Nordheim ist 1888 in Neumünster als ältestes von fünf Kindern des Juristen und späteren Oberregierungsrat (in Frankfurt a.d. Oder) Karl Wilhelm Ludwig von Nordheim aus Stolzenau (1857–1914) und seiner Frau Elsbeth Auguste Justine, geb. Cammann (1861–1948) geboren. In Tradition der Familie (Großvater Heinrich von Nordheim war Oberamtsrichter in Leer) studierte er Rechtswissenschaften unter anderem in Tübingen. Im Ersten Weltkrieg diente er im 2. Hannoverschen Dragoner-Regiment Nr. 16 und schied als Leutnant der Reserve aus.
Sein Bruder Heinrich Wilhelm Otto Ludwig von Nordheim dagegen verfolgte die bereits 1910 eingeschlagene Offizierskarriere, die er mit der Beförderung zum Generalmajor am 1. April 1945 beendete.
Nach dem Ersten Weltkrieg trat Nordheim in Braunschweig in den Justizdienst ein, wo er am 20. Dezember 1919 zum Gerichtsassessor ernannt wurde. Am 1. Juli 1922 wurde er Amtsgerichtsrat zunächst am Amtsgericht Ottenstein und mit dessen Aufhebung zum 1. April 1929 am Amtsgericht Wolfenbüttel.
1933 wurde er erstmalig verhaftet. Er kam wieder frei und übte weiterhin sein Richteramt aus. Am 1. Februar 1937 wurde er an das Amtsgericht Berlin-Tempelhof strafversetzt, nachdem er sich 1935 geweigert hatte, den sogenannten Führereid zu leisten. Im Zweiten Weltkrieg wurde er eingezogen und schied als Major der Reserve aus.
Nach dem Krieg wurde er Präsident des Landgerichts Bückeburg und von 1949 bis 1956 zusätzlich der Präsident des Landgerichts Verden, bis er 1956 in den Ruhestand ging. Von 1965 bis 1969 war er Präsident des Deutschen Kinderschutzbundes.
Am 5. August 1920 heiratete er in Trittau Dagmar Leonie Ottonie Freiin von Stoltzenberg (* 26. März 1894; † 14. Mai 1970), Tochter des Gutsbesitzers und Oberst a. D. Maximilian Freiherr von Stoltzenberg (1869–1949). Sie hatten zwei Söhne, das Bundestagsmitglied Hans-Odal Maximilian Achaz Heino Walter Giselher (1922–2004) und den Architekt Jobst (1924–1997).
Nordheim wurde mit dem Großen Verdienstkreuz des Verdienstordens der Bundesrepublik Deutschland ausgezeichnet.